# Utkirbek Haydarov
Utkirbek Haydarov (Andijon, 1974. január 25.) üzbég amatőr világbajnok ökölvívó.

## Eredményei
- 1999-ben világbajnok középsúlyban.
- 2000-ben az olimpián az első körben 11-10-es pontozással kikapott az orosz Gajdarbek Gajdarbekovtól.
- 2001-ben ezüstérmes a világbajnokságon középsúlyban.
- 2002-ben aranyérmes középsúlyban a puszani Ázsiai Játékokon.
- 2004-ben bronzérmes az olimpián félnehézsúlyban. Az elődöntőben a későbbi bajnok Andre Wardtól szenvedett szűk pontozásos (17-15) vereséget.
- 2005-ben  bronzérmes a világbajnokságon félnehézsúlyban. Az elődöntőben a kazah Jerdosz Zsanabergenovtól kapott ki.